# 达氏鳇
达氏鳇（學名：Huso dauricus），通称鳇、鳇鱼、东亚鳇鱼、鲟鳇（亦作鱏鰉）、鲟鳇鱼，中國古称鱣、黄鱼、牛鱼，是鱘科、鳇属的一种大型底栖性淡水鱼，分布在东北亚的黑龙江中下游水系，以及乌苏里江、松花江下游、嫩江下游等处，多栖息于砾质和沙质水底。最大体长可达5.6米，体重达1吨，为现存最大的淡水鱼之一。性情凶猛，捕食其他鱼类。食量很大，饥饿时会撕咬同类。
达氏鳇的身躯前部粗壮，向后逐渐变细。体呈黄褐色，泛灰绿色调，体侧颜色略浅；腹面呈白色，微带淡黄绿色。无鳞片，背部和体侧共有5列菱形骨板（硬鳞），为軟骨硬鱗魚的典型特征。口较大，长在头部底面，略呈半月形。吻较尖，呈三角形，底面有两对触须，中间的一对较向前。有长吻和短吻两种类型。
达氏鳇的寿命很长，最高可达百岁。性成熟期较晚，雄鱼为12岁以上，雌鱼为16－17岁。怀卵量一般为25万－400万粒，平均为100万粒，鱼卵可制成珍贵的鱼子酱，在欧洲国家乃至全世界被视为上等佳肴。达氏鳇的怀卵量虽大，但稚鱼期死亡率高、群体补充量少，又因鱼子酱产业而遭到人类大量捕捞，野生种群已濒临灭绝，被世界自然保护联盟（IUCN）评估为極危物種，2018年末亦被列入中国发布的《国家重点保护野生动物名录》(一級)。

## 形态特征

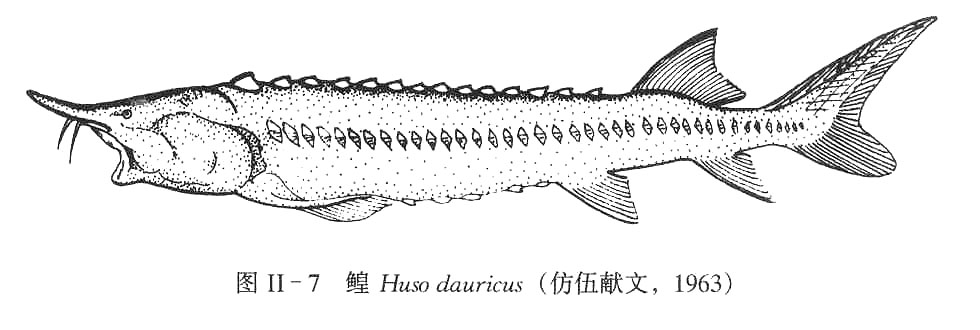
《中国动物志》的达氏鳇配图

达氏鳇的躯干延长呈圆锥形，吻突出呈三角形。幼体吻长而尖，成体吻短而钝。眼较小，距吻端较近。鳃耙17－22条。体被5行菱形骨板，其上有尖刺。背骨板12－15个，较大，沿体背排列；侧骨板36－45个，从鳃孔上方延伸至尾鳍基部；腹骨板8－12个，从胸鳍基部延伸至腹鳍基部，腹鳍基部之后的1－2块骨板不显著。
背鳍1个，位于背部后方，具47－57根鳍条；臀鳍始于背鳍后部下方，具26－40根鳍条；尾鳍歪形不正。

## 生活习性
达氏鳇分为黑龙江河口种群、常年生活在黑龙江河道的种群以及鄂霍次克海与日本海岸淡化水域的种群。常栖息于江心、港汊等水流较缓、砂砾底质的中下层水域。不喜群集洄游，多分散活动。幼鱼以枝角類、搖蚊幼虫等为食；成鱼以鮈、鲤、鲫等为食。

## 生长繁殖

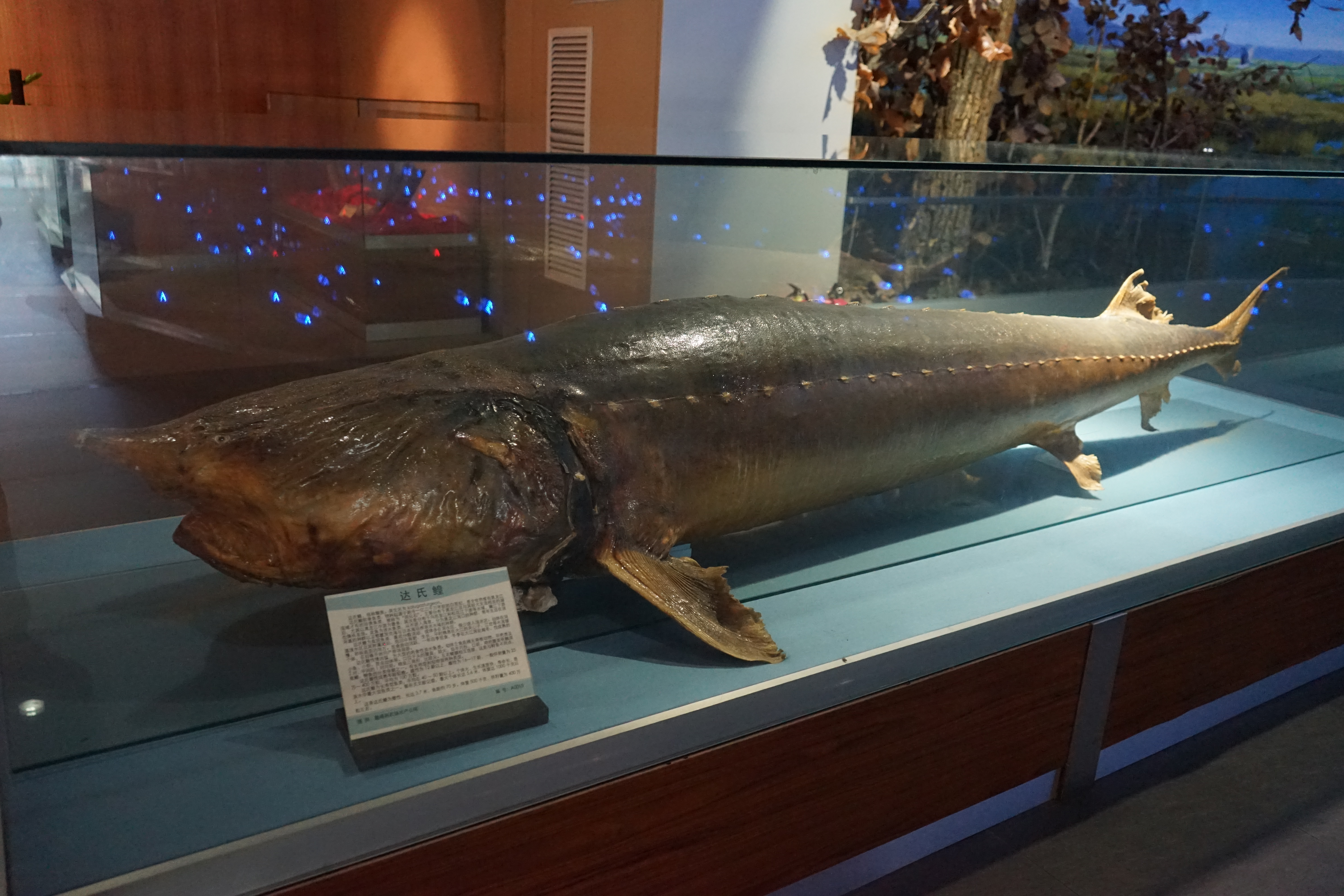
哈尔滨市北大荒博物馆的达氏鳇标本，雌性，长约3.7米，重约500千克，鱼龄约70岁，怀子量约400万粒。

冬季在深水处越冬，初春向产卵场洄游，5–7月在水流平稳、水深2–3米的砂质河段产卵。卵呈黄褐色，具有黏性，卵径可达2.5–3.5毫米。卵粒常粘附在砂砾上孵化，受精卵在水温15–17℃ 时7天便可孵出仔鱼。生长较快，3岁的个体可达1.34米长、12千克重。不同地区的种群生长差异较大，一般在黑龙江河口和下游处（俄罗斯境内）生长最快，中游次之，上游最慢。